# Gabriele Heider
Gabriele Heider (* 1956 in Troisdorf) ist eine deutsche bildende Künstlerin.

## Leben
Gabriele Heider studierte von 1978 bis 1984 an der Fachhochschule für Kunst und Design in Köln, ehemals Kölner Werkschulen, freie Kunst bei Daniel Spoerri und Bühnenbild bei Rolf Glittenberg. Parallel arbeitete sie von 1982 bis 1983 als Bühnenbildnerin und Regieassistenz an den Bühnen der Stadt Köln. Sie lebt und arbeitet in Köln und auf Gut Friedrichstein in Sankt Augustin.

## Werk
Im Jahr 1986 eröffnete Gabriele Heider ihr Atelier auf dem elterlichen Gut Friedrichstein in Sankt Augustin, wo ihr Vater eine große Rinderzucht betrieb. Bekannt wurde Heider mit abstrakten, großformatigen, schwarz-weißen „Kuhbildern“, in denen sie das Prinzip der Fellnotiz, wie sie aus den Herdbüchern bekannt ist, in der Malerei weiterentwickelte.
1995 gewann sie den Kunstwettbewerb für die Gestaltung der Bibliothek im Neubau der Zentrale der Deutschen Telekom AG in Bonn. Neben A.R. Penck und Markus Lüpertz waren u. a. auch Daniel Buren und Mario Merz an der künstlerischen Gestaltung des Neubaus beteiligt. „Ihre immer wieder mit der Ornamentik von Kuhfellzeichnungen arbeitenden Bilder vergrößerte die Meisterschülerin von Daniel Spoerri ins Monumentale: Die Arbeit mit ihrem immanenten Sichtwechsel von Serie und Individuum, Ornament und Masse gehört jedenfalls zu den besseren Errungenschaften für das neue Haus des Großbetriebs.“
Als Malgrund für weitere Arbeiten, insbesondere der „Herdbücher“ (1992–1996), verwendete Heider seit Ende der 1980er Jahre neben Leinwänden zu großen Teilen auch Bettlaken, Kopfkissen und Tafeltücher aus der geerbten Aussteuer ihrer Vorfahren, die sie zuvor in den Kuhställen ausgebreitet hatte, damit die Rinder darauf ihre Spuren aus Mist und Dreck hinterlassen.
Mitte der 90er Jahre begann bei Gabriele Heider unter einer starken Hinwendung zur Farbe mit den sogenannten „Kreisbildern“ eine neue Schaffensphase hin zur geometrischen Abstraktion, die sich ab 2001 im Bereich des Action Painting fortführt. Die komponierten Untergrundstrukturen sind noch vorhanden, wenn auch meist nur schemenhaft angedeutet oder übermalt. In den jüngsten Arbeiten treten an Stelle der ursprünglichen Rechteckstruktur Drucke von alten vergrößerten Stichen wie z. B. des Kölner Doms oder von Tempelanlagen aus der Antike als Hintergrund und Kontrast für die Farbe, die tropft, platzt oder sich auf der Leinwand ergießt.

## Auszeichnungen
- 1987 Kunstpreis Stipendium der Stadt Bonn
- 1990 Stipendium des Landes NRW für einen Künstleraufenthalt in Civitella d’Agliano, Italien
- 1995 Erster Preis im Künstlerwettbewerb für die Gestaltung der Bibliothek im Neubau der Zentrale der Deutschen Telekom AG in Bonn
- 1995 Gestaltung des Renault Twingo als „Art Car“, Produktion in limitierter Auflage und Ausstellung des Objekts auf der Düsseldorfer Art Multiple
- 1998 Auftragsarbeit für das großformatige Gemälde „Idol“ für den Ratssaal im Rathaus der Stadt Sankt Augustin
- 1999 Arbeitsstipendium des Landes Brandenburg

## Ausstellungen

### Einzelausstellungen (Auswahl)
- 1989 Konrad-Adenauer-Stiftung Sankt Augustin, Wärme-Felder
- 1992 Kunstpavillon Köln-Deutz, Aussteuer
- 1994 Stadtmuseum Siegburg, Gabriele Heider – Arbeiten 1988–1993
- 1996 Europ. Kulturzentrum Galerie Villa Rolandseck, Gabriele Heider – Malerei, Grafik
- 1997 Galerie Libro Azul, Santa Gertrudis, Ibiza, Gabriele Heider
- 1997 Kunstverein Emsdetten, Gabriele Heider – Arbeiten 1992–1997
- 1998 Kunstverein Nord e.V. Bremen-Vegesack, Gabriele Heider – Malerei
- 1999 Stadtgalerie Alter Turm, Niederkassel, Gabriele Heider
- 1999 Galerie Dagmar Peveling, Olpe, Gabriele Heider
- 2000 Museum Industriekultur Osnabrück/EXPO 2000, Gabriele Heider
- 2010 Amts- und Landgericht Bonn, Gerechtigkeit
- 2011 Galerie Kunstraum 21, Köln, Bewegung, Farbe, Architektur

### Ausstellungsbeteiligungen (Auswahl)
- 1987 Kunstmuseum Bonn, Kunstpreis Stipendium der Stadt Bonn
- 1988 Frauenmuseum Bonn, Skripturale
- 1989 Museum of Modern Art Oxford, Links/Verbindungen
- 1992 Provinciaal Museum Hasselt, Euregionale 1992
- 1992 Manege Sankt Petersburg, Bonner Künstler in St. Petersburg
- 1994 Rathaus Fellbach, La Vache Qui Rit
- 1995 Deutsches Hygiene-Museum Dresden, Herz: das menschliche Herz – der herzliche Mensch
- 1997 Kunsthaus Langenberg, Tuchfühlung 1
- 1998 Bonn, Osnabrück, Erfurt, Gabriele Münter Preis 1997
- 2000 Kunsthaus Langenberg, Tuchfühlung 2
- 2000 Herz- und Diabeteszentrum NRW Bad Oeynhausen/EXPO 2000, Reise(n) ins Herz
- 2005 Kulturtage Eitorf, Kunst in der historischen Werkshalle der Schoeller Eitorf AG
- 2011 Art Fair, Köln
- 2013 Galerie Kunstraum 21, Bonn, INBONN IV